# فرودگاه سالامانکا
فرودگاه سالامانکا (به انگلیسی: Salamanca Airport) (به زبان بومی: Aeropuerto de Salamanca-Matacán) یک فرودگاه همگانی، نظامی با کد یاتا SLM است که یک باند فرود آسفالت دارد و طول باند آن ۲۵۰۰ متر است. این فرودگاه در کشور اسپانیا قرار دارد و در ارتفاع ۷۹۱ متری از سطح دریا واقع شده است.

## شرکت‌های هواپیمایی و مقصدهای پروازی
| شرکت‌های هواپیمایی                    | مقصدهای پروازی                |
| ------------------------------------ | ----------------------------- |
| ایر اروپا                            | فصلی: مالاگا، پالما د مایورکا |
| ایبریا ایرلاین اجرا توسط ایر نوستروم | فصلی: پالما د مایورکا         |